# U-Bahnhof Ginnheim/Niddapark
Der U-Bahnhof Ginnheim/Niddapark (bis 2024 Niddapark) ist eine Station der U-Bahn Frankfurt an der D-Strecke. Die Station wird von den Linien U1 und U9 bedient.

## Lage
50° 8′ 36″ N, 8° 38′ 33″ O

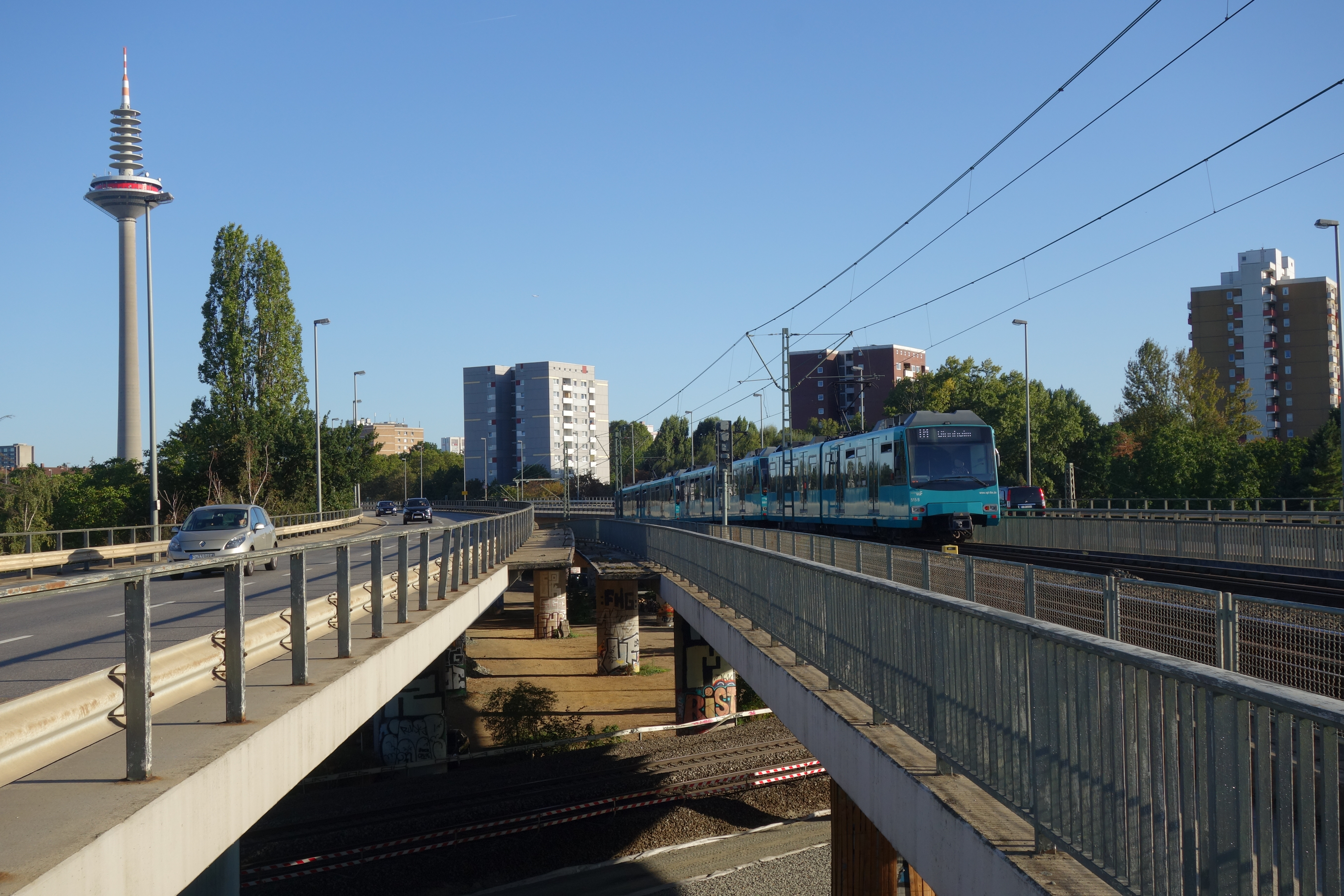
Blick aus Richtung der Station auf die Brücken von U-Bahn und Rosa-Luxemburg-Straße über die Main-Weser-Bahn

Die Station liegt – wie die gesamte Strecke vom Nordwestzentrum her kommend – zwischen den Fahrbahnen der Rosa-Luxemburg-Straße, einer innerstädtischen, anbaufreien Schnellstraße.
Das Bauwerk der Station Ginnheim/Niddapark ist gleichzeitig der westliche Brückenkopf der drei Brücken, die die zwei Fahrbahnen der Rosa-Luxemburg-Straße und die U-Bahn-Strecke über die Straße Am Ginnheimer Wäldchen und die Main-Weser-Bahn führen. Die U-Bahn-Brücke taucht zwischen den beiden Fahrbahnbrücken, die bis zur Ginnheimer Landstraße wieder zusammenwachsen, nach unten ab, landet in Höhe der Ginnheimer Waldgasse auf eine aufgeschüttete Rampe, von wo aus die Gleise nach Süden schwenken und schließlich in der ebenerdigen U-Bahn-Station Ginnheim enden, welche einen Gemeinschaftsbahnhof mit der Straßenbahn bildet. Teil der U-Bahn-Brücke ist ein seitlich angebrachter Fußgängersteg.
Die Station ist einzig von der Straße Am Ginnheimer Wäldchen aus zugänglich. Eine breite Treppe führt zur Zwischenebene, von der aus Treppen zu den beiden Seitenbahnsteigen führen.
Von der Straßenebene zur Zwischenebene gibt es einen Aufzug, der aber außer Betrieb ist und von einer Umkleidung aus Stahl vor Vandalismus geschützt ist. An den Treppen befinden sich – ebenso von einem Stahlmantel geschützt – Schrägaufzüge; damit wäre die Station ohne größere Umbauten barrierefrei zu gestalten, was im Zuge des viergleisigen Ausbaus der Main-Weser-Bahn bis 2022 auch geschehen soll.
Die ehemals verglasten Wände im vorderen Teil der Bahnsteige haben ihre Scheiben durch Vandalismus verloren.
Ein Fahrkartenautomat befindet sich auf Straßenebene vor dem Aufgang zur Station. Ein kleineres Treppenhaus auf der rechten Seite der Straßenfront führt erst zur Zwischenebene und dann zu dem Fußgängersteg an der U-Bahn-Brücke.
Die Station bietet direkten Zugang zum gleichnamigen Niddapark, der aus der Bundesgartenschau 1989 hervorgegangen ist.
Wie die benachbarte Station Römerstadt sind die von den Bahnsteigen nach Süden abgehenden Treppen mit einer treppenförmig angeordneten Struktur von gebogenen Betonplatten überdacht, die beiden Stationen ihr charakteristisches Aussehen geben. Zwischen den Platten tritt Tageslicht in die Treppenhäuser.

## Betrieb
Der U-Bahnhof Niddapark wird von den Linien U1 und U9 bedient.
| Linie | Verlauf | Takt                                       |
| ----- | --- | ------------------------------------------ |
| S1    | Südbahnhof – Schweizer Platz – Willy-Brandt-Platz – Hauptwache – Eschenheimer Tor – Grüneburgweg – Holzhausenstraße – Miquel-/Adickesallee – Dornbusch – Fritz-Tarnow-Straße – Hügelstraße – Lindenbaum – Weißer Stein – Heddernheim – Zeilweg – Heddernheimer Landstraße – Nordwestzentrum – Römerstadt – Ginnheim/Niddapark – Ginnheim Mitte | 10 min (werktags) 15 min (sonn-/feiertags) |
| S9    | Nieder-Eschbach – Bonames Mitte – Kalbach – Riedberg – Uni-Campus Riedberg – Niederursel – Wiesenau – Heddernheimer Landstraße – Nordwestzentrum – Römerstadt – Ginnheim/Niddapark – Ginnheim Mitte | 15 min (werktags) 30 min (sonn-/feiertags) |

## Geschichte

### Bundesgartenschau 1989
Die Station wurde seit Mitte der 1970er Jahre im Hinblick auf die Bundesgartenschau unter dem Projektnamen Rosengärtchen geplant.
Für die Bundesgartenschau im jetzigen Niddapark gab es eine breite Fußgängerbrücke von der Zwischenebene über die Abfahrt von der Schnellstraße. Die von der Station zur Brücke hochführende Rampe mit flachen Stufen existiert noch, die Brücke selbst existiert nicht mehr. Der Zugang zu dieser Rampe ist heute verschlossen und dient als Lagerraum einer der für die VGF tätigen Baufirmen.
Während der Bundesgartenschau gab es auch eine Station mit Holzbahnsteigen für die S-Bahn auf der Main-Weser-Bahn, welche direkt unterhalb der Brücke der U-Bahn und der Schnellstraße lag.

### Danach
Nach dem Ende der Bundesgartenschau wurde u. a. die Fußgängerbrücke über die Abfahrt von der Schnellstraße beseitigt.
Die Station wird seitdem wenig frequentiert, da sich keine Wohnungen, Geschäfte oder Büros in unmittelbarer Nähe befinden. Nur die Gaststätte, die früher Zum Ginnheimer Wäldchen hieß, und die Sportanlagen weiter westlich an der Straße Am Ginnheimer Wäldchen liegen in der Nähe der Station Niddapark. Wegen der geringen Zahl an Nutzern gab es umfangreiche Schäden durch Vandalismus.

### Umsteigeknoten zur S-Bahn
[veraltet]
Im Zuge des Baus von eigenen Gleisen für die S-Bahn entlang der Main-Weser-Bahn ist in unmittelbarer Nachbarschaft zur U-Bahn-Station, allerdings nicht wieder unter der Brücke, sondern nördlich anschließend, ein Haltepunkt für die S-Bahn entstanden. Seit dem 15. Dezember 2024 besteht eine Umsteigemöglichkeit zum Bahnhof Frankfurt-Ginnheim an der S-Bahn-Linie S6. Der bisherige Name der Station Niddapark wurde ergänzt und heißt seitdem Ginnheim/Niddapark.

## Galerie

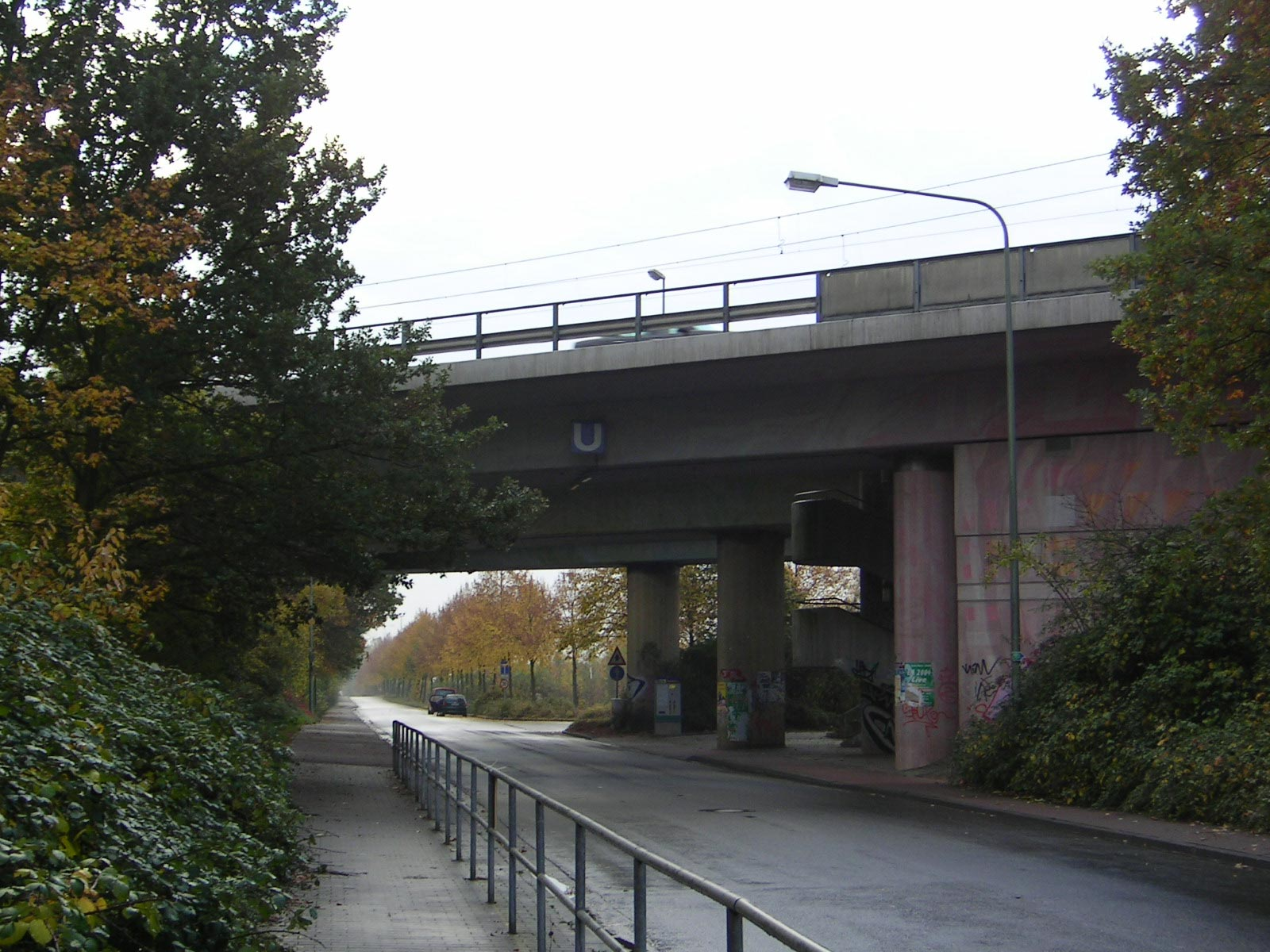
Blick von Norden entlang der Straße Am Ginnheimer Wäldchen
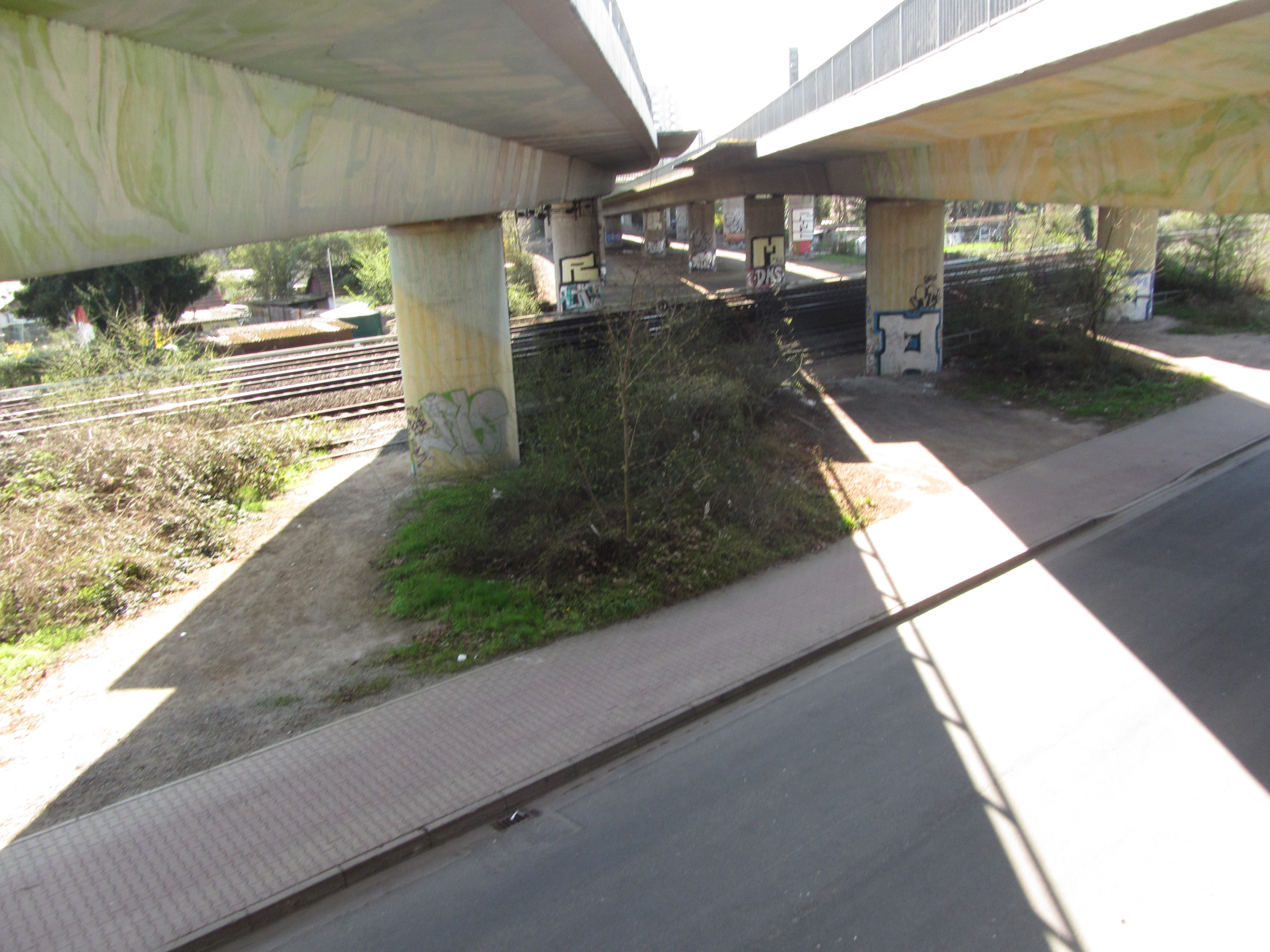
Blick auf die Brücke Richtung Ginnheim über Straße und Main-Weser-Bahn, von der Zwischenebene aus
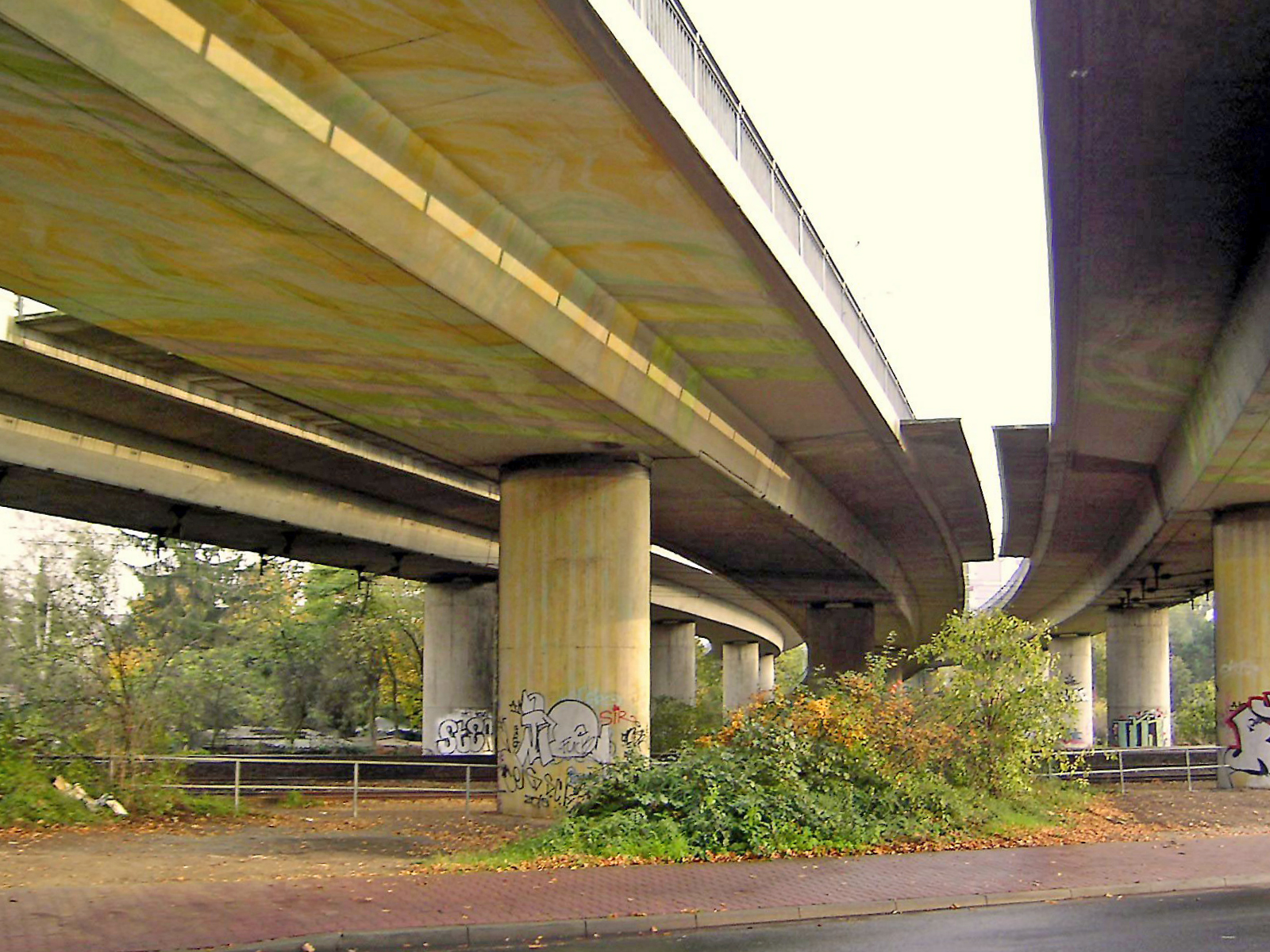
Blick auf die Brücke Richtung Ginnheim über Straße und Main-Weser-Bahn, von der Straßenebene aus
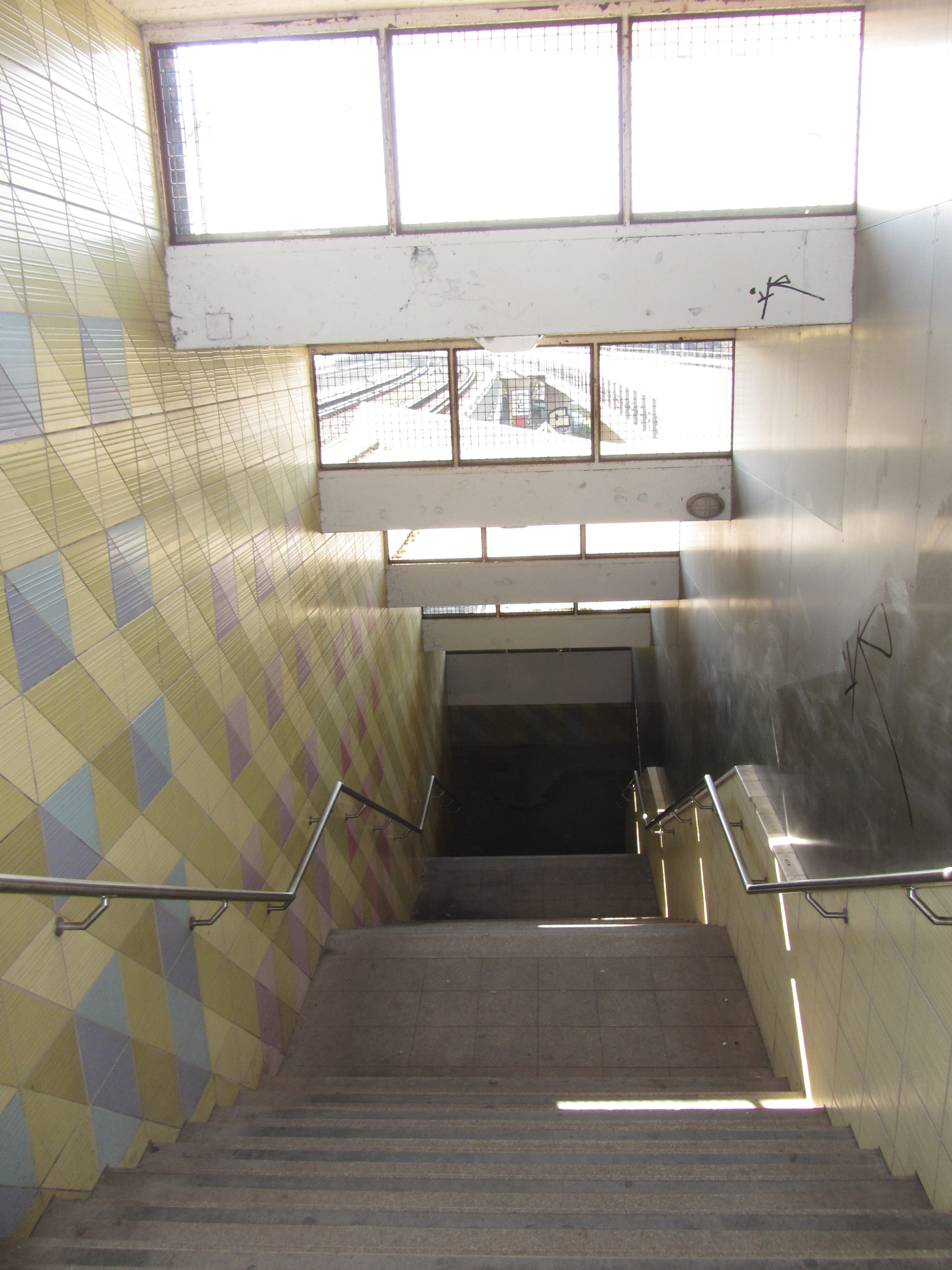
Abgang vom Bahnsteig Richtung Ginnheim
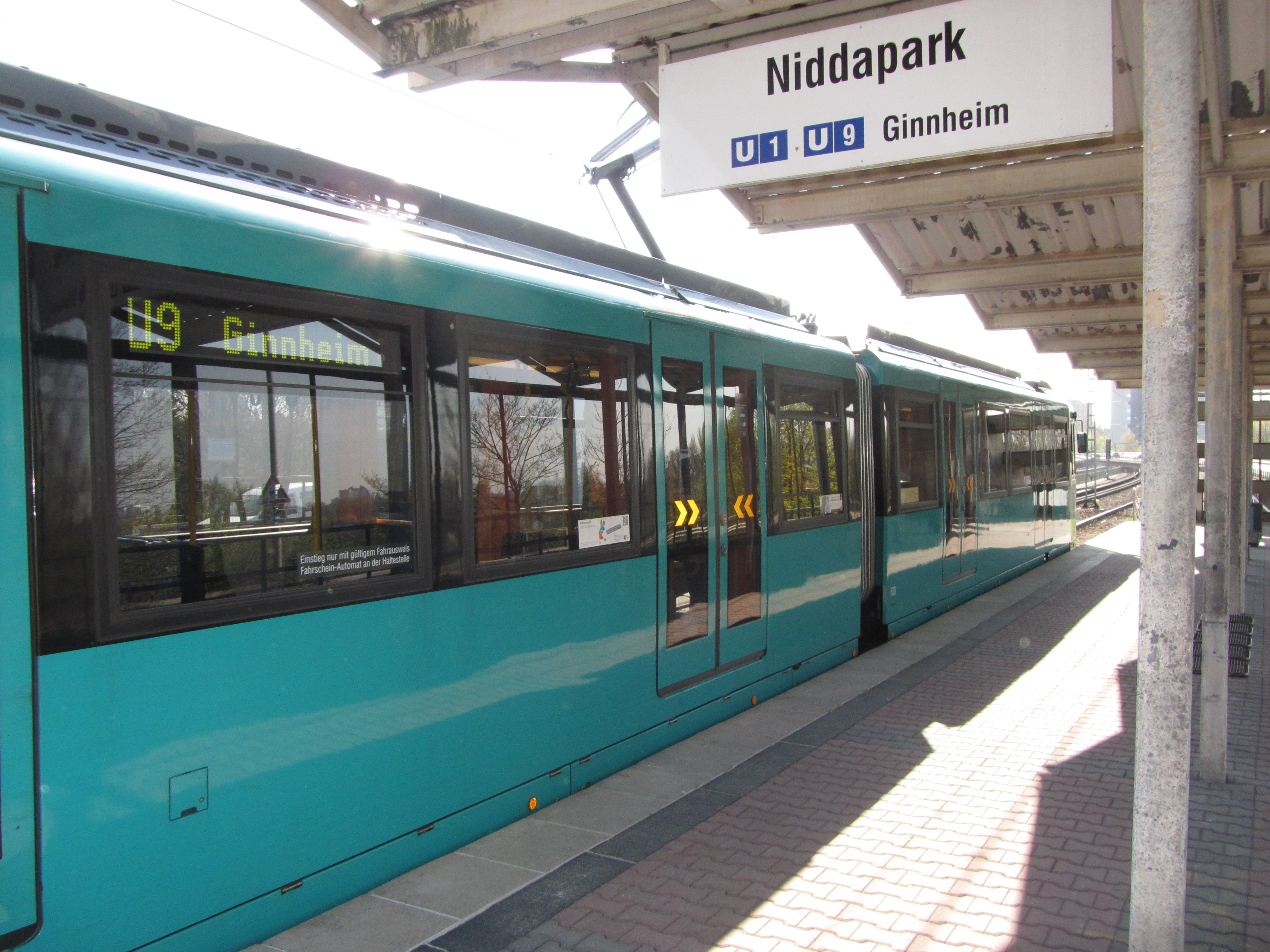
Die Bahnsteige sind noch nicht auf die Standardhöhe 80 cm gebracht.
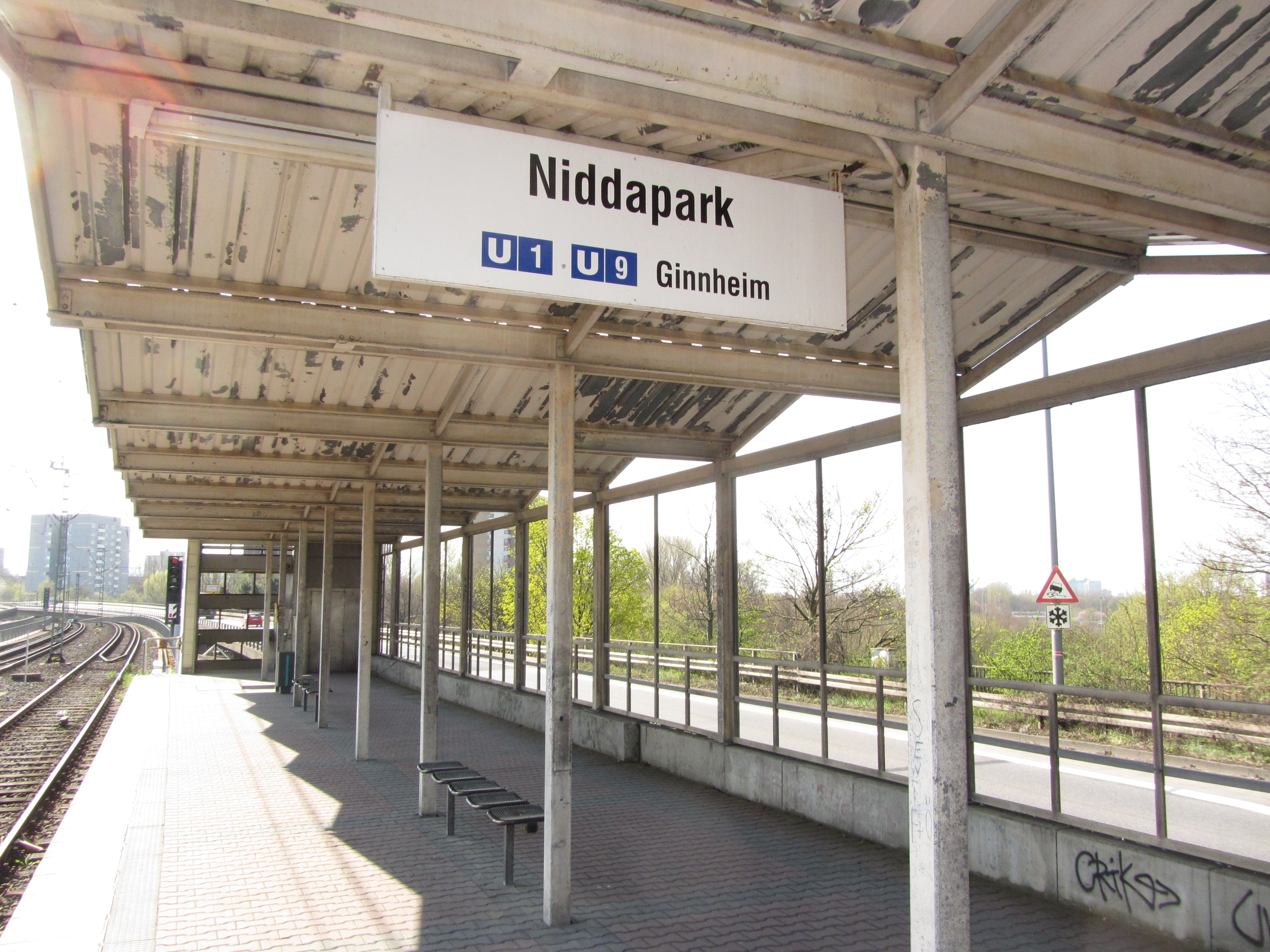
Glaslose Wände am Bahnsteig Richtung Ginnheim
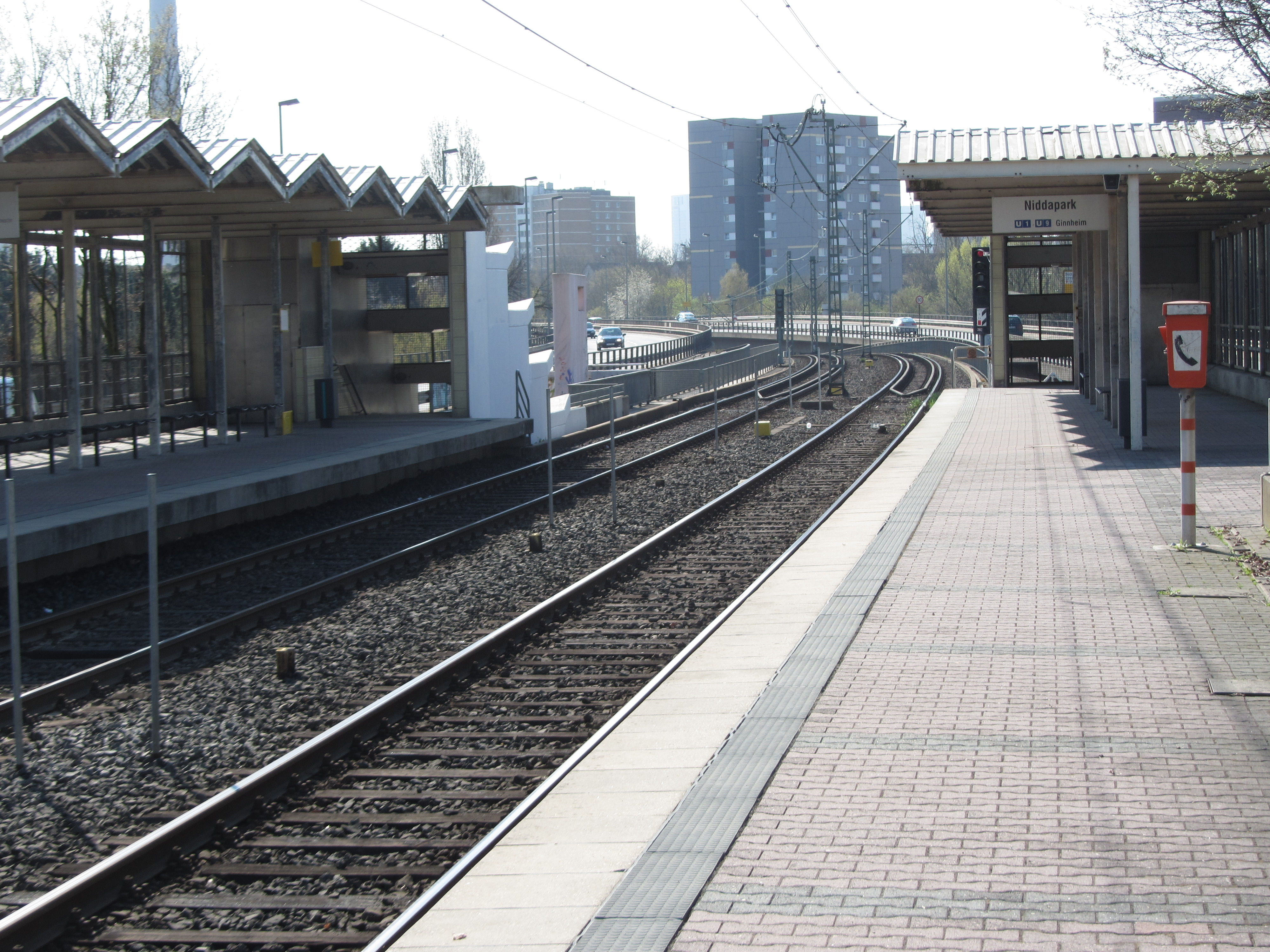
Blick Richtung Ginnheim
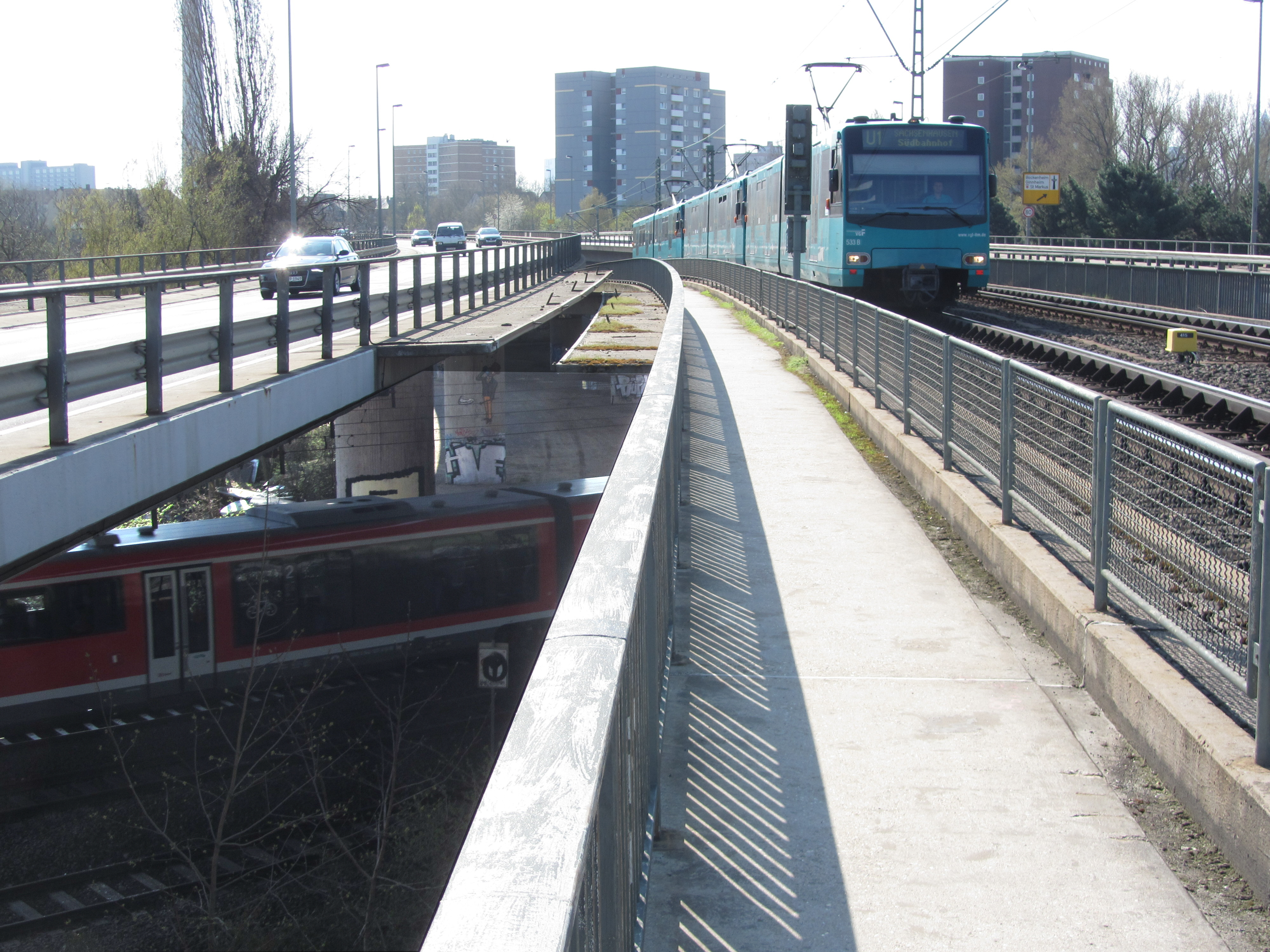
Regionalbahn kreuzt auf der Main-Weser-Bahn, gesehen vom Fußgängersteg nach Ginnheim